# Scleromystax
Genre
Scleromystax est un genre de poissons-chats d'eau douce.

## Liste des espèces
Selon FishBase (29 octobre 2017) et World Register of Marine Species (29 octobre 2017) :
- Scleromystax barbatus (Quoy & Gaimard, 1824)
- Scleromystax macropterus (Regan, 1913)
- Scleromystax prionotos (Nijssen & Isbrücker, 1980)
- Scleromystax salmacis Britto & Reis, 2005